# Jan Albin Goetz
Jan Albin Goetz, později Jan Goetz Okocimski (18. července 1864 Okocim – 24. dubna 1931 Okocim), byl rakouský podnikatel v pivovarnictví a politik polské národnosti z Haliče, na přelomu 19. a 20. století poslanec Říšské rady.

## Biografie

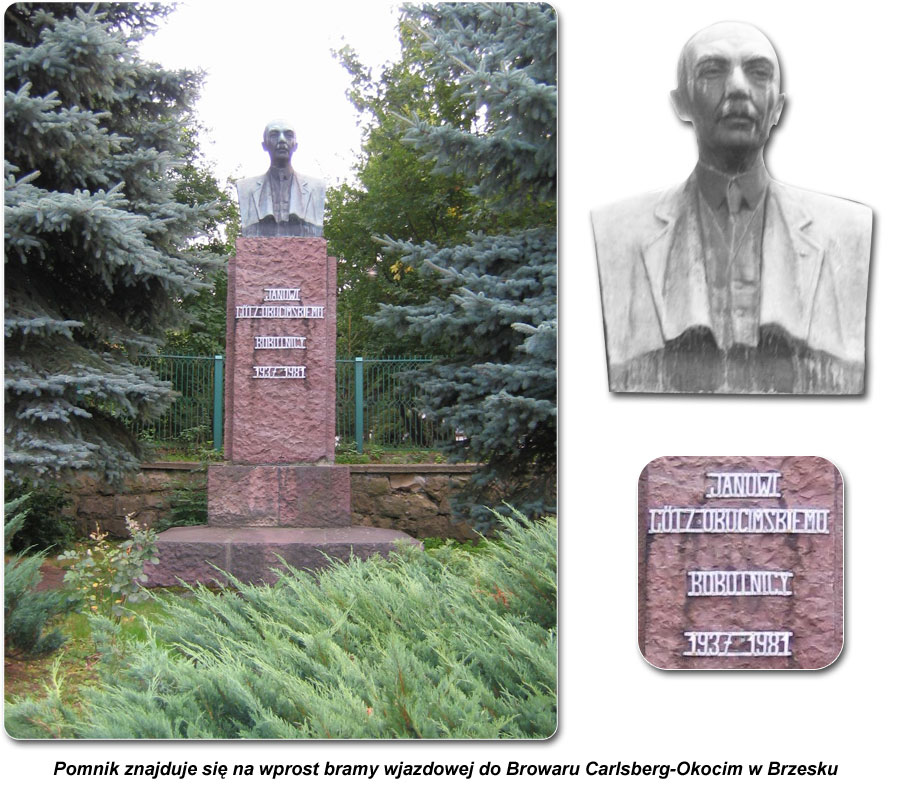
Pomník Jana Albina Goetze v Brzesku.

Byl šlechtického původu. Rod Goetzů pocházel z Daugendorfu ve Württembersku. Od 19. století žili na polských územích a identifikovali se s Poláky. Jan Ewangelista Goetz se v polovině 19. století usídlil v Brzesku, kde založil pivovar. Roku 1881 byl povýšen do rytířského stavu. Po smrti Jana Ewangelisty Goetze přešla správa rodového majetku na jeho syna Jana Albina Goetze. Ten nechal v letech 1898–1900 postavit v Okocimi nový velký palác. Roku 1902 byl povýšen na svobodného pána (barona). Roku 1894 mu byl udělen Řád železné koruny III. třídy a Řád svatého Silvestra. Roku 1925 získal Řád Polonia Restituta (komandérský kříž).
V roce 1882 vystudoval vyšší reálnou školu v Krakově a v letech 1883–1885 Vysokou školu zemědělskou ve Vídni. Od roku 1885 byl prokuristou v otcově pivovaru. Pivovar Okocim se po rozšíření stal jedním z největších podniků svého druhu v monarchii.
Kromě podnikání v pivovarnictví byl i veřejně a politicky činný. V letech 1890–1919 členem okresní rady v Brzesku. Od roku 1897 zastával funkci okresního starosty (maršálka) v Brzesku. V roce 1919 se stal okresním komisařem. Byl též prezidentem správní rady Haličské obchodní a průmyslové banky a viceprezidentem obchodní a živnostenské komory. Na post viceprezidenta obchodní a živnostenské komory v Krakově byl zvolen roku 1905. Prezidentem správní rady Haličské obchodní a průmyslové banky se stal roku 1907. Roku 1908 se také stal druhým viceprezidentem Haličského automobilového klubu.
Jan Albin Goetz zasedal coby poslanec Haličského zemského sněmu. Poslancem zemského sněmu byl v letech 1901–1914. V zemských volbách roku 1913 uspěl v kurii velkostatkářské jako konzervativní kandidát.
Byl i poslancem Říšské rady (celostátního parlamentu Předlitavska), kam usedl po volbách do Říšské rady roku 1897 za kurii venkovských obcí v Haliči, obvod Bochnia, Brzesko atd. Do parlamentu se vrátil ve volbách do Říšské rady roku 1911, tentokrát již konaných podle všeobecného a rovného volebního práva. Uspěl za obvod Halič 41. Ve volebním období 1897–1901 se uvádí jako Johann von Götz, majitel pivovaru a velkostatku a okresní starosta, bytem Okocim.
Ve volbách roku 1897 je uváděn jako oficiální polský kandidát, tedy kandidát Polského klubu. Za Polský klub zasedal v parlamentu i po volbách roku 1911. Ve volbách roku 1911 je popisován coby polský konzervativec. Od roku 1907 byl členem konzervativní politické strany Stronnictwo Prawicy Narodowej. V lednu 1918 se stal předsedou Polského klubu na Říšské radě. Předtím byl v roce 1917 místopředsedou tohoto poslaneckého klubu.
Po vzniku Polska působil podle některých zdrojů jako poslanec ústavodárného Sejmu. Databáze životopisných profilů poslanců Sejmu ale tuto informaci označuje za chybnou. V letech 1928–1930 byl členem Polského senátu. Do senátu byl zvolen za formaci BBWR (Bezpartyjny Blok Współpracy z Rządem, Nestranický blok pro spolupráci s vládou).
V letech 1923–1930 zastával funkci prezidenta hospodářského spolku v Krakově. Zemřel roku 1931. Pivovar a rodinný majetek pak převzal jeho syn Antoni Jan Goetz.